# バーバラ・ジェーン・マックル誘拐事件
バーバラ・ジェーン・マックル誘拐事件（―ゆうかいじけん）は、1967年12月にアメリカ合衆国デトロイトで発生した、大富豪令嬢で女子大生のバーバラ・ジェーン・マックルが誘拐された誘拐事件。
女子大生は棺桶に監禁されて生き埋めにされたが83時間ぶりに無事生還した。

## 事件の発生
1967年、インフルエンザに感染したバーバラはルームメイトに伝染させないようにする為ホテルに宿泊し、母親のジェーン・マックルの看病を受け療養していた。そこへ警察官を名乗るジョージ・ディーコン（本名：ゲイリー・スティーブンソン・クリスト）と愛人のルース・シャイアがバーバラの婚約者のスチュワート・ウッドワードが交通事故に遭ったと偽ってドアを開けさせ銃を持って押し入り、二人に薬品を嗅がせバーバラを誘拐した。バーバラの父親であるロバート・マックルは不動産王であり、後に大統領となるリチャード・ニクソンとも個人的な友人でもある著名人で身代金目当ての犯行だった。
クリストとシャイアは車で森に付くとバーバラを森の中に連れて行った。そこにはバーバラがやっと入れる大きさの棺桶があった。棺桶はバーバラが膝を折り曲げなければ入れず寝返りも出来ない狭さだったが中にはリンゴやキャラメルに飲料水、精神安定剤や睡眠薬。寝たままの姿勢ではまともに使用出来ないほど粗末だが、簡易トイレとしてのバケツや毛布などが用意され、換気扇や酸素用のパイプなども備えられ一週間はなんとか生存出来るようになっていた。クリストは残虐な犯行とは裏腹にバーバラには紳士的に接し、バーバラの体に触れる際は女性のシャイアに触らせ、「たとえ身代金受け渡しに失敗しても、居場所だけは教えて助ける」と約束し、棺桶内のバーバラの写真を撮影し、バーバラを生き埋めにした。

## 身代金の受け渡し
ロバートは犯人の要求に直ぐに従い、身代金を指定された深夜の鉄道に置きクリストらが回収に来たものの事情を知らない警察官が二人に話しかけ銃撃戦になり失敗。これで一日時間をロスしてしまったがロバートは直ぐにラジオ出演し、犯人の良心に訴えなんとか身代金の再取り引きに成功した。

## 生き埋めのバーバラ
一方、生き埋めにされたバーバラは薬品で眠らされるなどして寝過ぎた上に汗や床ずれの痛みで眠ることも出来なかった為、心を落ち着ける為に頭の中でクリスマスツリーを飾る事など楽しい事を考えた。
パイプに繋がれた飲料水を飲まざるを得なかった為に尿意を催したバーバラは尿が溢れないように上手くバケツに排尿、続いて便意を催し尿の入ったバケツに排便した。バーバラは神が必ず助けてくれると信じていた為、助かった際はもう3日目かと唖然としたと言う。

## 事件の解決
身代金引き渡し後約束通り、クリストらはバーバラの居場所を連絡した。しかし取引に失敗して怒っており、電話交換手の女性に一度だけ連絡するという非情なものであった。その後、クリストは購入したスピードボードから足が付き警察が二人を逮捕。そしてクリストらの証言通り、3日間実に83時間ぶりにバーバラは発見された。捜査官が棺桶を開けるとバーバラの汗や排泄物、汚物の臭気が鼻を突き、棺桶内のバーバラはまるで死んでいるようであった。しかしそれはバーバラが生き延びる為に体力を温存していた為でバーバラは棺桶内の電球と換気扇を定期的に切って節電し生き延びたのであった。バーバラは暗闇の中に居たものの精神に問題は無く、汗や汚物で汚れていたものの怪我もしておらず無事であった。
クリストらには終身刑が言い渡されるが、後に模範囚として10年後に仮釈放された。しかし後にクリストは詐欺や薬物所持により再逮捕されている。

## 事件後のバーバラ
事件後のバーバラら家族は熱心なカトリック教徒であったこともあり、犯人に対し厳しい厳罰を求めず寛容な姿勢を取り続けた。バーバラは事件のショックに負けず当時交際していたスチュワート・ウッドワードと結婚しバーバラ・ウッドワードとなり別の州に移住。男児と女児の2児と孫と曾孫に恵まれ夫のスチュワートに先立たれた後、2019年に81歳で病死している。

## メディア

### テレビドラマ
FXザ・シリーズ
シーズン2のエピソード15話でリーリー・ソビエスキー演じる少女が誘拐され箱に閉じ込められる本事件を元にしたエピソードがある。